# 向ヶ丘遊園正門駅
向ヶ丘遊園正門駅（むこうがおかゆうえんせいもんえき）は、かつて神奈川県川崎市多摩区にあった、小田急電鉄向ヶ丘遊園モノレール線の駅である。同線廃線に伴い、2001年（平成13年）2月1日に廃駅となった。

## 概要
小田原線向ヶ丘遊園駅は向ヶ丘遊園と1 km以上離れていたことから、同遊園地利用者向けに敷設された向ヶ丘遊園モノレール線向ヶ丘遊園側の駅として開設された。
モノレール車両点検作業などは当駅で行われており、終端部手前に点検設備があった。
廃止後の駅舎は解体・整地され、付近には後に藤子・F・不二雄ミュージアムが建設されており、駅の痕跡はない。

## 歴史
- 1966年（昭和41年）4月23日：モノレール開通時に開設。
- 2000年（平成12年）2月13日：定期点検に伴い、営業休止。この後にモノレール車両（500形）の不具合が発見され、再開が見合わせられる。
- 2001年（平成13年）
  - 2月1日：廃止。
  - 3月24日・25日：500形「さよなら展示会」開催。

## 駅構造
単式ホーム1面1線を有する高架駅であった。

## 駅周辺
※廃止時
- 向ヶ丘遊園
- 神奈川県道・東京都道9号川崎府中線（府中街道）

## 隣の駅
小田急電鉄
向ヶ丘遊園モノレール線
向ヶ丘遊園駅 - 向ヶ丘遊園正門駅